# Bathypogon maculipes
Bathypogon maculipes là một loài ruồi trong họ Asilidae. Bathypogon maculipes được Bigot miêu tả năm 1879. Loài này phân bố ở miền Australasia.